# Jukdo (Insel)
Jukdo (kor. 죽도, 竹島), früher Jukseodo (죽서도, 竹嶼島) genannt, ist eine südkoreanische Insel im Japanischen Meer. Früher war es in Korea und China auch als Jukseodo und in Europa als Boussole Rock oder Ou-san bekannt.

## Geographie
Jukdo befindet sich etwa 2,5 km östlich der Insel Ulleung und 120 km östlich von der Koreanischen Halbinsel Festland entfernt. Die Liancourt-Felsen liegen in 90 km Entfernung östlich von Jukdo. 
In Nord-Süd-Richtung hat Jukdo eine Länge von 700 Metern, in Ost-West-Richtung sind es 400 Meter.

## Bevölkerung
Auf Judko lebt eine dreiköpfige Familie (Stand 2004), die auf der Insel Landwirtschaft betreibt. 

## Verwaltung
Die Insel gehört zum Dorf Jeodong-ri der Gemeinde Ulleung, Landkreis Ulleung, Provinz Gyeongsangbuk-do.